# اقتراع تراتبي

مثال لورقة اقتراع باستخدام التصويت التراتبي من خلال كتابة الأرقام

يصف التصويت التراتبي (بالإنجليزية: Ranked voting)‏ مجموعة محددة من الأنظمة الانتخابية حيث يقوم الناخبون بترتيب النتائج في هرمية من سلم تراتبي. في بعض المجالات يطلق على التصويت التراتبي اسم التصويت التفضيلي (بالإنجليزية: preferential voting)‏، ولكن في مجالات أخرى يحمل هذا المصطلح تفاصيل أكثر من ذلك. الفرع الرئيسي الآخر من أنظمة التصويت هو أنظمة الانتخاب التقليدية حيث يتم إعطاء درجات للمرشحين بغض النظر عن تراتبيتهم.
عند الاختيار بين أكثر من خيارين، تقوم أوراق الاقتراع التفضيلية بجمع معلومات من الناخبين أكثر من ورقة الاقتراع ذات العلامة الواحدة (المستخدمة في الفوز للأكثر أصواتا و‌التمثيل النسبي المختلط... إلخ).
اثبتت كلاً من نظرية الاستحالة لآرو و‌نظرية جيبارد [الإنجليزية] أنه لا يمكن لأي نظام انتخابي تحقيق جميع الخصائص المطلوب توافره فيه لذلك لا يوجد إجماع سواءً بين الأكاديميين أو موظفي الخدمة العامة حول أفضل نظام انتخابي.
هناك العديد من أنواع التصويت التفضيلي المستخدم معظمها في الانتخابات الحكومية: جولة الإعادة المباشرة مستخدمة في انتخابات الولايات والانتخابات الفدرالية في أستراليا وفي الانتخابات الرئاسية في أيرلندا وفي بعض التقسيمات الإدارية في الولايات المتحدة، المملكة المتحدة ونيوزيلندا. الصوت الواحد القابل للتحويل مستخدمة في الانتخابات الوطنية في جمهورية أيرلندا وماطا، مجلس الشيوخ الأسترالي، والانتخابات المناطقية والمحلية في أيرلندا الشمالية، جميع الانتخابات المحلية في اسكولتندا، وبعض الانتخابات المحلية في نيوزيلندا والولايات المتحدة. نظام بوردا [الإنجليزية]مستخدم في سلوفينيا و‌ناورو. التصويت المشروط أيضاً مستخدم في بعض المناطق. طرق كوندورسيه [الإنجليزية] مستخدم بشكل أكبر في المنظمات الخاصة والأحزاب الصغيرة.